# Morris Panych
Morris Panych (Calgary, 30 de junio de 1952) cuyo auténtico nombre es Stephen Morris Panych es un actor, director y escritor de teatro canadiense. Ha trabajado en cine y televisión, pero es conocido principalmente por el teatro. De hecho, en lo relativo a este medio, el escritor Alec Scott le calificó como "el más prolífico artista canadiense de teatro de su generación".
Panych nació en Calgary, Alberta y se crio en Edmonton. Estudió en el Instituto de Tecnología del Norte de Alberta y en la Universidad de Columbia Británica. Sus obras incluyen The Ends of the Earth (1994) y Girl in the Goldfish Bowl (2003), por las que ganó el Premio del Gobernador General en categoría literaria. Otras de sus obras teatrales son Vigil (adaptada en Gran Bretaña con el nombre de Auntie and Me), Earshot, 7 Stories y Dishwashers.
En cine, ha trabajado en películas como Cheats (2002) y Spoils of Wars (1994). En televisión, destaca por su intervenciones en The X-Files y La clave Da Vinci. En esta última, dirigió un capítulo.
Abiertamente homosexual, Panych se casó con su compañero desde hacía largo tiempo, Ken MacDonald, en 2004.